# أندرو جي. ووترمان
أندرو جي. ووترمان هو محامي وسياسي أمريكي، ولد في 28 يونيو 1825 في نورث آدمز في الولايات المتحدة، وتوفي في 4 أكتوبر 1900 في ويليامزتاون في الولايات المتحدة. نشط حزبياً في الحزب الجمهوري.